# アダムの創造
『アダムの創造』（アダムのそうぞう、伊: Creazione di Adamo）は、ルネサンス盛期の芸術家ミケランジェロが、ヴァチカンのシスティーナ礼拝堂の天井に描いたフレスコ画の一部。1511年ごろの作品で、旧約聖書の『創世記』に記された神が、最初の人類たるアダムに生命を吹き込む場面を表現しているとされている。
システィーナ礼拝堂天井画のうち、『旧約聖書』を題材として描かれた九つのエピソードの4番目にあたる作品である。『アダムの創造』は一連のシスティーナ礼拝堂内装壁画のなかでももっとも有名な作品で、その名声に比肩するのはレオナルド・ダ・ヴィンチが描いた『モナ・リザ』（1503年 - 1519年頃、ルーヴル美術館）だけだともいわれる。神とアダムの指先が今にも触れようとしている場面は、人間性を表すもっとも有名なアイコンとなり、いままでに無数の模倣やパロディ作品が制作されている。宗教画としては、レオナルド・ダ・ヴィンチの『最後の晩餐』と並んで、『アダムの創造』を初めとするシスティーナ礼拝堂のフレスコ画群がもっとも広く模倣された絵画である。

## 構成

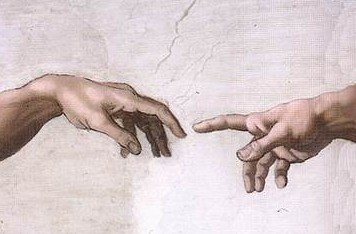
神の右手とアダムの左手。

神は白い衣服を身にまとう白い髭を生やした老人として描かれ、画面左側下部に描かれたアダムはほぼ裸身となっている。指先からアダムに生命を授けるために神の右腕は伸ばされ、神の似姿で創られたアダムの左腕も同じように伸ばされている。アダムの指先と神の指先は触れ合ってはおらず、生命の与え手たる神がアダムに生命を吹き込もうとする、まさにその瞬間を描いた作品となっている。
神の周囲に描かれた人物像が誰か、あるいは何を意味しているのかについては多くの仮説がある。例えば、神の左手に守られるように抱えられているのは、その女性的な外観とアダムに視線を向けていることから、最初の女性であるイヴであるという説、あるいは聖母マリアであるという説、人間の魂の象徴であるソフィア（Sophia ギリシア語で知恵の意で、西洋では女性名となっている）であるという説、女性の外観をした天使であるという説などである。
『アダムの創造』は『創世記』1:27の「神は自分のかたちに人を創造された。すなわち、神のかたちに創造し、男と女とに創造された」 という記述を視覚化したものと考えられている。ミケランジェロがこの場面をモチーフとして選んだことには、中世の聖歌『来たり給え、創造主なる聖霊よ』の「御尊父の右手の指 (digitus paternae dexterae )」という歌詞が影響している可能性がある。

## 解剖学的学説

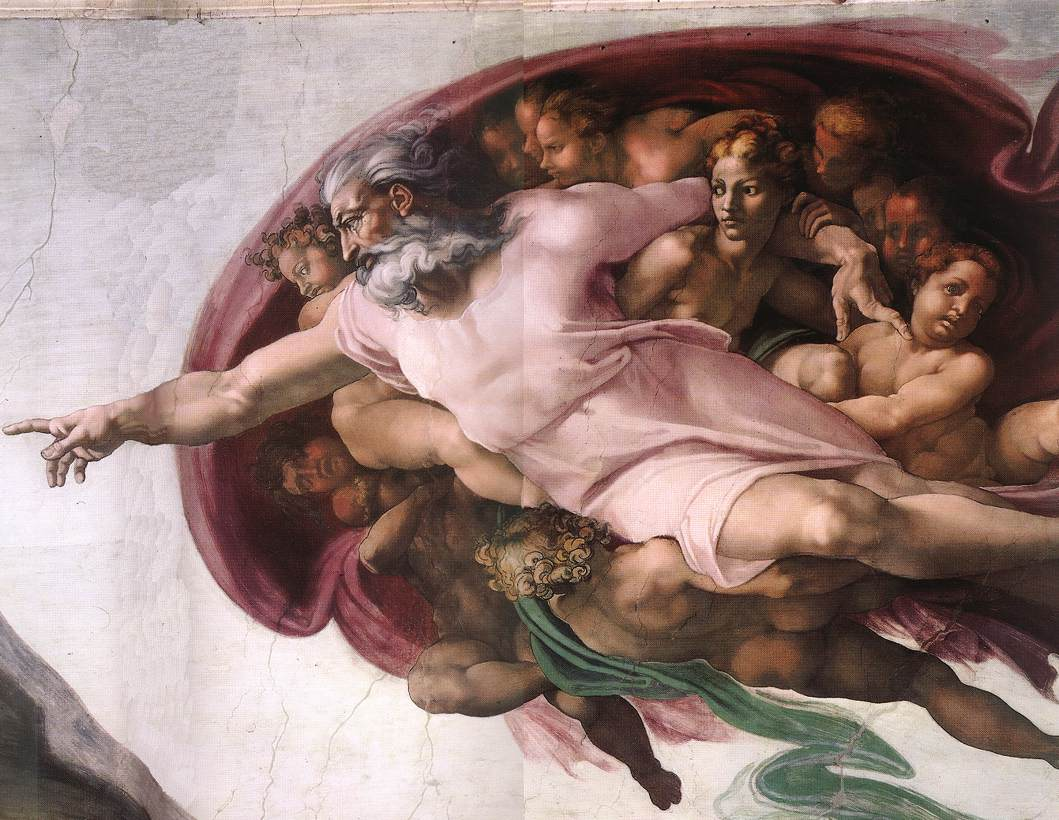
さまざまな解釈がなされている、神が描かれた部分。

『アダムの創造』の極めて独創的な構成に関して、ミケランジェロが十分な解剖学の知識を持っていたのではないかとする説がある。1990年にインディアナ州アンダーソンの医学博士フランク・リン・メッシュバーガーが、医学誌『ジャーナル・オブ・ジ・アメリカン・メディカル・アソシエーション』で、神の後ろの人物像と、さらにその背景に描かれている布の表現が、解剖学的に正確な人間の脳に見えると指摘した。このメッシュバーガーの説は、同じく医学博士のマーク・リー・アプラーによって検証されている。綿密な調査の結果、『アダムの創造』の神が描かれた部分は大脳表面の脳溝、さらに脳幹、前頭葉、頭蓋底動脈、脳下垂体、視交叉と一致すると結論付けられた。メッシュバーガーはほかにも、アダムと神の腕はシナプスを介したニューロンの生化学的情報伝達を意味するとしている。神は脳の中心である感情を司る大脳辺縁系を意味し、おそらくは人間の魂を表現している。そして伸ばされた神の右腕は、人間の脳でもっとも創造性に富み、もっとも重要な部位である前頭前皮質を表しているとしている。
他にも、神のまわりに浮かぶ赤い布は子宮を意味しているという説があり、美術史家の中にはこの布を「子宮のマント (uterine mantle )」 と呼んでいるものもいる。そして、下部に垂れ下がる緑の帯は切断されたばかりのへその緒であるとする。「人類の創造を描いたこの作品が、実際の人間の誕生を表現しているという説は興味深い。母体から生まれたわけではないアダムに、なぜかへそが描かれていることの説明にもなる」

## 大衆文化への影響
『アダムの創造』は世界的にもっともよく知られた有名な美術作品の一つであり、さまざまなかたちで引用、言及され、多くのパロディが制作されている。映画作品では『ベン・ハー』のオープニングタイトルで使用されたことが最も有名。パロディの多くは神とアダムを他の人物に置き換えたものである。2009年に制作された、人類滅亡を扱った映画『2012』では枢機卿団がシスティーナ礼拝堂天井画の下で静かに祈りを捧げる場面があり、このシーンで天上が崩れ始めるのは神とアダムの指先が触れ合おうとしている部分からである。アメリカのコメディロックバンドテネイシャスDは、2006年のアルバム『The Pick of Destiny』(en:The Pick of Destiny) のジャケットカバーに『アダムの創造』のパロディー写真を採用した。その他『E.T.』のポスター、『ガーディアンズ・オブ・ギャラクシー：VOLUME 3』のアダム・ウォーロックによる神の子スター・ロードの蘇生、『ヴェノム:ザ・ラストダンス』のヴェノムとエディの絆を描く場面で、同様の構図が見られた。